# Kaple (Dolní Řepčice)
Kaple v Dolních Řepčicích je pseudoempírová sakrální stavba stojící na návsi. Duchovní správou patří do Římskokatolické farnosti Býčkovice.

## Popis
Pochází z konce 19. století. Jedná se o obdélnou stavbu s portikem a s pilastry na průčelí. Věžice kaple je zděná.